# اريك وايلد
اريك وايلد هو ملحن كندي، ولد في 11 فبراير 1910 في سو ساينت ماري في كندا، وتوفي في 29 أبريل 1989 في Osprey, Florida ‏ في الولايات المتحدة.

## وصلات خارجية
- اريك وايلد على موقع IMDb (الإنجليزية)
- اريك وايلد على موقع ميوزك برينز (الإنجليزية)